# Exidmonea curvata
Exidmonea curvata is een mosdiertjessoort uit de familie van de Tubuliporidae. De wetenschappelijke naam van de soort is, als Idmidronea curvata, voor het eerst geldig gepubliceerd in 1944 door Borg.